# Actinauge longicornis
Actinauge longicornis är en havsanemonart som först beskrevs av Addison Emery Verrill 1882.  Actinauge longicornis ingår i släktet Actinauge och familjen Hormathiidae. Inga underarter finns listade i Catalogue of Life.